# Liste des dirigeants des communautés autonomes espagnoles
Cette page recense les actuels dirigeants des communautés autonomes espagnoles, y compris les présidents des deux villes autonomes de Ceuta et Melilla.

## Dirigeants des communautés
- Ils se réunissent régulièrement au sein de la conférence des présidents.

| Communauté             | Titulaire | Titulaire | Titulaire                                                  | Depuis le                                 | Parti   |
| ---------------------- | --------- | --------- | ---------------------------------------------------------- | ----------------------------------------- | ------- |
| Andalousie             |           |           | Juan Manuel Moreno Président de la Junte                   | 18 janvier 2019 6 ans, 1 mois et 12 jours | PP      |
| Aragon                 |           |           | Jorge Azcón Président                                      | 11 août 2023 1 an, 6 mois et 19 jours     | PP      |
| Asturies               |           |           | Adrián Barbón Président                                    | 17 juillet 2019 5 ans, 7 mois et 13 jours | PSOE    |
| Îles Baléares          |           |           | Marga Prohens Présidente                                   | 7 juillet 2023 1 an, 7 mois et 23 jours   | PP      |
| Îles Canaries          |           |           | Fernando Clavijo Président                                 | 14 juillet 2023 1 an, 7 mois et 16 jours  | CC      |
| Cantabrie              |           |           | María José Sáenz de Buruaga Présidente                     | 4 juillet 2023 1 an, 7 mois et 26 jours   | PP      |
| Castille-La Manche     |           |           | Emiliano García-Page Président de la Junte des communautés | 3 juillet 2015 9 ans, 7 mois et 27 jours  | PSOE    |
| Castille-et-León       |           |           | Alfonso Fernández Mañueco Président de la Junte            | 12 juillet 2019 5 ans, 7 mois et 18 jours | PP      |
| Catalogne              |           |           | Salvador Illa Président de la Généralité                   | 10 août 2024 6 mois et 20 jours           | PSC     |
| Estrémadure            |           |           | María Guardiola Présidente                                 | 15 juillet 2023 1 an, 7 mois et 15 jours  | PP      |
| Galice                 |           |           | Alfonso Rueda Président de la Junte                        | 13 mai 2022 2 ans, 9 mois et 17 jours     | PP      |
| Communauté de Madrid   |           |           | Isabel Díaz Ayuso Présidente                               | 17 août 2019 5 ans, 6 mois et 13 jours    | PP      |
| Région de Murcie       |           |           | Fernando López Miras Président                             | 3 mai 2017 7 ans, 9 mois et 27 jours      | PP      |
| Navarre                |           |           | María Chivite Présidente de la Communauté forale           | 6 août 2019 5 ans, 6 mois et 24 jours     | PSOE    |
| Pays basque            |           |           | Imanol Pradales Président du gouvernement                  | 22 juin 2024 8 mois et 8 jours            | EAJ-PNV |
| La Rioja               |           |           | Gonzalo Capellán Président                                 | 29 juin 2023 1 an, 8 mois et 1 jour       | PP      |
| Communauté valencienne |           |           | Carlos Mazón Président de la Généralité                    | 15 juillet 2023 1 an, 7 mois et 15 jours  | PP      |
| Ceuta                  |           |           | Juan Jesús Vivas Président                                 | 7 février 2001 24 ans et 23 jours         | PP      |
| Melilla                |           |           | Juan José Imbroda Président                                | 8 juillet 2023 1 an, 7 mois et 22 jours   | PP      |